# Edgar Knobloch
Edgar Knobloch (* 1968 in Bad Frankenhausen) ist ein zeitgenössischer deutscher Künstler. Seit 1998 lebt und arbeitet er in Leipzig.

## Leben
Er studierte von 1990 bis 1997 an der Hochschule für Kunst und Design Burg Giebichenstein in Halle. Zunächst eingeschrieben im Fach Industriedesign, wechselte er 1992 in die Fachklasse für Grafik zu Thomas Rug. Betreut von Thomas Rug, Otto Möhwald, Walter Libuda (Berlin)  und Peter Guth (Leipzig) diplomierte er ebenda 1997 mit großformatigen Zeichnungen, die in der Stiftung Moritzburg, Landeskunstmuseum Sachsen-Anhalt ausgestellt und mit dem ars halensis, dem Kunstpreis der Dresdner Bank, ausgezeichnet wurden. 
Studienaufenthalte führten ihn in die Pyrenäen, das französische Zentralmassiv, den französischen Jura, an die bretonische Atlantikküste, ins schweizerische Graubünden, nach London, Paris, Gent und Neapel.
Edgar Knobloch war, die eigene Arbeit begleitend, immer auch lehrend tätig, so u. a. von 2001 bis 2007 als wissenschaftlich-künstlerischer Mitarbeiter in der Fachklasse für Grafik an der Hochschule für Kunst und Design Burg Giebichenstein.
Seit 2011 unterrichtet er an der Leipzig School of Design.

## Werk
Seine Arbeiten, neben Zeichnungen auch Malerei und Fotografie, befinden sich in privaten und öffentlichen Sammlungen wie der Kunstsammlung des Deutschen Bundestages, dem Kupferstichkabinett Dresden, dem Kupferstichkabinett Schwerin, den Grafischen Sammlungen der Stiftung Moritzburg Halle/S., den Kunstsammlungen der Sparkassen Leipzig und Nordhausen, dem Meyenburg-Museum Nordhausen, den Stadtwerken Halle/S. sowie den Sammlungen der Vattenfall Europe AG, Berlin und der Dresdner Bank  AG, Hamburg.
Umfangreiche Kunst-am-Bau-Projekte konnte er für die Stadtwerke in Halle, das Max-Planck-Institut für evolutionäre Anthropologie in Leipzig (mit Antje Kolm) und das Justizzentrum in Meiningen (mit Antje Kolm und Gero Künzel) realisieren.

## Ausstellungen (Auswahl)

### Einzelausstellungen
- 1997 Stiftung Moritzburg, Landeskunstmuseum Sachsen-Anhalt, Halle
- 1999 Vattenfall Europe AG, Berlin
- 1999 Schloss Mosigkau, Kulturstiftung DessauWörlitz
- 2000 Kunsthalle Erfurt (Kabinett)
- 2004 Laden fuer Nichts, Leipzig
- 2007 Orangerie im Schloss Georgium, Dessau
- 2009 Kunsthaus Meyenburg, Nordhausen
- 2010 Nietzsche-Dokumentationszentrum Naumburg

### Ausstellungsbeteiligungen
- 1997 Kunstverein Lüneburg
- 1998 Leipziger Jahresausstellung
- 1999 Galerie Lambert - Rouland, Paris
- 2001 Kunstverein Wiligrad / Schwerin, Nord LB Braunschweig(Akademie der Künste Berlin)
- 2003 Kunstverein Bayreuth
- 2004 Leipziger Jahresausstellung
- 2008 Schloss Wallhausen
- 2009 Leipziger Jahresausstellung
- 2009 Galerie Inga Kondeyne, Berlin

## Auszeichnungen
- 1997 ars halensis, Kunstpreis der Dresdner Bank, Halle / S.
- 1997 Stipendiat der Eduard Bargheer - Stiftung, Hamburg
- 1998 Vattenfall Contemporary
- 2000 Stipendiat der Konrad Adenauer - Stiftung
- 2004 Max Klinger - Preis der Leipziger Jahresausstellung
- 2009 Glock-Grabe-Preis[5]